# Ewartithrips dispar
Ewartithrips dispar är en insektsart som beskrevs av Nakahara 1995. Ewartithrips dispar ingår i släktet Ewartithrips och familjen smaltripsar. Inga underarter finns listade i Catalogue of Life.